# Флорімон Клод де Мерсі-Аржанто
Флорімон Клод граф де Мерсі-Аржанто (фр. Florimond de Mercy-Argenteau, нім. Florimond Claude von Mercy-Argenteau; 20 квітня 1727 Льєж — 25 серпня 1794, Лондон) — австрійський дипломат.

## Життєпис
Народився в родині фельдмаршала графа Антуана де Мерсі-Аржанто (1692—1767). Вступив до австрійської дипломатичної служби при посольстві Кауніца у Франції. 1754 року призначений австрійським представником при Сардинському дворі в Турині. Потім став послом у Санкт-Петербурзі (1761).
Дипломатична місія в Росії для австрійців була серед найважливіших. Росія разом з Францією виступила основним союзником Відня в Семилітній війні (1756-1762). Російська місія графа Мерсі-Аржанто припала на час чергових палацових переворотів. Після смерті імператриці Єлизавети Петрівни 25 грудня 1761 (5 січня 1762) року новий імператор Петро III з першого дня царювання  зібрався примиритися з Пруссією та розірвати союз із Австрією та Францією. Через такі обставини місія Мерсі виявилась невдалою в порівнянні з його попередником графом Міклошом Естергазі.
1764 року Мерсі-Аржанто призначений послом у Варшаві в період міжкоролів'я між Августом ІІІ і Станіславом Понятовським.
1766 року Мерсі-Аржанто став австрійським міністром у Парижі. Йому довелось завершувати справу Кауніца: 1770 року донька імператриці Марії Терезії Марія Антуанетта одружилася з дофіном, майбутнім французьким королем Людовиком XVI. В результаті союз між Бурбонами та Габсбургами остаточно укріпився. Флорімон мав слідкувати за поведінкою дофіни (1770 року їй було 14 років) та бути її наставником. Листування Мерсі-Аржанто стало важливою хронікою життя Марії Антуанетти.
Коли Марія Антуанетта посіла трон (1774), Мерсі-Аржанто став однією з найвпливовіших персон при французькому дворі. Він утримався в Парижі до революційних подій. Посол сприяв Етьєну Брієнну та Жаку Неккеру.
1789 року Мерсі-Аржанто залишає Париж. 1792 року стає представником імператора Йосипа ІІ в  Брюсселі (Австрійські Нідерланди).
1794 року графа призначили австрійським посланцев у Лондоні, де він невдовзі помер.